# Vitis, Niederösterreich
Vitis är en ort och kommun  i Österrike. Den ligger i distriktet Waidhofen an der Thaya i förbundslandet Niederösterreich, 110 km nordväst om huvudstaden Wien.
Kommunen består av 16 orter (Ortschaften) (inom parentes invånarantal 1 januari 2024):

- Eschenau (66)
- Eulenbach (141)
- Grafenschlag (94)
- Großrupprechts (169)
- Heinreichs (178)
- Jaudling (185)
- Jetzles (123)
- Kaltenbach (132)
- Kleingloms (37)
- Kleinschönau (37)
- Schacherdorf (48)
- Schoberdorf (38)
- Sparbach (86)
- Stoies (18)
- Vitis (1 277)
- Warnungs (63)